# Иванов, Олег Александрович
Оле́г Алекса́ндрович Ивано́в (род. 4 августа 1986, Москва) — российский футболист, полузащитник и капитан «Рубина». Заслуженный мастер спорта России (2008), бронзовый призёр чемпионата Европы 2008 года. Входит в десятку лидеров по сыгранным матчам в истории чемпионатов России.

## Клубная карьера
С 2006 по 2007 год выступал за «Кубань», в составе которой провёл 57 матчей, в которых забил 9 голов в лиге.
С января 2008 года — игрок футбольного клуба «Крылья Советов». С самарским клубом был подписан 4-летний контракт.
Перед сезоном 2009 года находился на просмотре в «Рубине». Под руководством Курбана Бердыева провёл два сбора, но в команде не остался.
С 2011 — игрок «Ростова». После прихода в клуб Юрия Белоуса и Сергея Балахнина был, вместе с ещё шестью игроками, сначала выслан в дубль, а затем отлучён от тренировок команды. Ему перестали выплачивать заработную плату. Иванов был вынужден обратиться в суд.
24 декабря 2011 года стал игроком «Терека». Начиная с сезона 2012/13 являлся игроком основы и вице-капитаном. Осенью 2014 года согласился перейти в ЦСКА, но трансфер в итоге сорвался, а зимой 2014 года к нему проявляло интерес московское «Динамо». В январе 2021 года расторг контракт по обоюдному согласию.
21 января 2021 года подписал контракт на 1,5 года с клубом «Уфа». 30 мая 2022 покинул «Уфу». В июне 2022 года перешёл в «Рубин».

## Карьера в сборной
14 мая 2008 года Олег Иванов получил свой первый вызов в национальную сборную: он был включён в список 25 футболистов, приглашённых главным тренером сборной России Гусом Хиддинком для подготовки к Евро-2008. В окончательную заявку из 23 игроков Иванов, как и Александр Павленко, включён не был из-за перенасыщения средней линии, однако по согласованию с тренерским штабом «Крыльев Советов» остался в расположении сборной для участия в тренировочном процессе. 7 июня, в день начала турнира, Олег Иванов всё-таки был заявлен на Евро-2008 вместо основного нападающего сборной Павла Погребняка, получившего травму колена 28 мая в товарищеском матче с Сербией (2:1), не провёл на поле ни минуты, но получил бронзовую медаль.
7 июня 2015 дебютировал в сборной в товарищеском матче против Беларуси, выйдя на замену в начале второго тайма вместо Алана Дзагоева. Участник чемпионата Европы 2016 года. Все три матча провёл на скамейке запасных.

## Академия
В ноябре 2015 года в Москве основал футбольную академию для детей 4-12 лет.

## Статистика

### Клубная
| Выступление      | Выступление      | Выступление      | Лига | Лига | Кубок | Кубок | Еврокубки | Еврокубки | Прочие | Прочие | Итого | Итого |
| Клуб             | Лига             | Сезон            | Игры | Голы | Игры  | Голы  | Игры      | Голы      | Игры   | Голы   | Игры  | Голы  |
| ---------------- | ---------------- | ---------------- | ---- | ---- | ----- | ----- | --------- | --------- | ------ | ------ | ----- | ----- |
| Спартак (Москва) | Премьер-лига     | 2004             | 2    | 0    | 0     | 0     | 3         | 0         | 0      | 0      | 5     | 0     |
| Спартак (Москва) | Итого            | Итого            | 2    | 0    | 0     | 0     | 3         | 0         | —      | —      | 5     | 0     |
| Химки            | 1 Дивизион       | 2005             | 32   | 7    | 4     | 1     | —         | —         | —      | —      | 36    | 8     |
| Химки            | Итого            | Итого            | 32   | 7    | 4     | 1     | —         | —         | —      | —      | 36    | 8     |
| Кубань           | 1 Дивизион       | 2006             | 39   | 5    | 1     | 1     | —         | —         | —      | —      | 40    | 6     |
| Кубань           | Премьер-лига     | 2007             | 18   | 4    | 2     | 0     | —         | —         | —      | —      | 20    | 4     |
| Кубань           | Итого            | Итого            | 57   | 9    | 3     | 1     | —         | —         | —      | —      | 60    | 10    |
| Крылья Советов   | Премьер-лига     | 2008             | 22   | 2    | 2     | 1     | —         | —         | —      | —      | 24    | 3     |
| Крылья Советов   | Премьер-лига     | 2009             | 27   | 2    | 0     | 0     | 2         | 0         | —      | —      | 29    | 2     |
| Крылья Советов   | Премьер-лига     | 2010             | 15   | 2    | 1     | 0     | —         | —         | —      | —      | 16    | 2     |
| Крылья Советов   | Итого            | Итого            | 64   | 6    | 3     | 1     | 2         | 0         | —      | —      | 69    | 7     |
| Ростов           | Премьер-лига     | 2011/12          | 14   | 0    | 3     | 1     | —         | —         | —      | —      | 17    | 1     |
| Ростов           | Итого            | Итого            | 14   | 0    | 3     | 1     | —         | —         | —      | —      | 17    | 1     |
| Ахмат            | Премьер-лига     | 2011/12          | 10   | 0    | 1     | 0     | —         | —         | —      | —      | 11    | 0     |
| Ахмат            | Премьер-лига     | 2012/13          | 26   | 3    | 3     | 0     | —         | —         | —      | —      | 29    | 3     |
| Ахмат            | Премьер-лига     | 2013/14          | 29   | 4    | 3     | 0     | —         | —         | —      | —      | 32    | 4     |
| Ахмат            | Премьер-лига     | 2014/15          | 27   | 1    | 1     | 0     | —         | —         | —      | —      | 28    | 1     |
| Ахмат            | Премьер-лига     | 2015/16          | 28   | 1    | 2     | 0     | —         | —         | —      | —      | 30    | 1     |
| Ахмат            | Премьер-лига     | 2016/17          | 20   | 1    | 2     | 0     | —         | —         | —      | —      | 22    | 1     |
| Ахмат            | Премьер-лига     | 2017/18          | 19   | 0    | 0     | 0     | —         | —         | —      | —      | 19    | 0     |
| Ахмат            | Премьер-лига     | 2018/19          | 27   | 5    | 1     | 0     | —         | —         | —      | —      | 28    | 5     |
| Ахмат            | Премьер-лига     | 2019/20          | 27   | 1    | 3     | 0     | —         | —         | —      | —      | 30    | 1     |
| Ахмат            | Премьер-лига     | 2020/21          | 13   | 0    | 1     | 1     | —         | —         | —      | —      | 14    | 1     |
| Ахмат            | Итого            | Итого            | 226  | 16   | 17    | 1     | —         | —         | —      | —      | 243   | 17    |
| Уфа              | Премьер-лига     | 2020/21          | 9    | 1    | 1     | 0     | —         | —         | —      | —      | 10    | 1     |
| Уфа              | Премьер-лига     | 2021/22          | 23   | 2    | 1     | 0     | —         | —         | 1      | 0      | 25    | 2     |
| Уфа              | Итого            | Итого            | 32   | 3    | 2     | 0     | —         | —         | 1      | 0      | 35    | 3     |
| Рубин            | Первая лига      | 2022/23          | 23   | 2    | 0     | 0     | —         | —         | —      | —      | 23    | 2     |
| Рубин            | Премьер-лига     | 2023/24          | 10   | 0    | 2     | 0     | —         | —         | —      | —      | 12    | 0     |
| Рубин            | Премьер-лига     | 2024/25          | 28   | 0    | 7     | 0     | —         | —         | —      | —      | 35    | 0     |
| Рубин            | Итого            | Итого            | 61   | 2    | 9     | 0     | —         | —         | —      | —      | 70    | 2     |
| Всего за карьеру | Всего за карьеру | Всего за карьеру | 488  | 43   | 40    | 4     | 5         | 0         | 1      | 0      | 534   | 47    |

1. ↑  Суперкубок России, стыковые матчи за право играть в РПЛ.

### В сборной
| № | Дата          | Соперник | Счёт | Голы | Соревнование             |
| - | ------------- | -------- | ---- | ---- | ------------------------ |
| 1 | 7 июня 2015   | Беларусь | 4:2  | —    | Товарищеский матч        |
| 2 | 14 июня 2015  | Австрия  | 0:1  | —    | Отборочные матчи ЧЕ-2016 |
| 3 | 26 марта 2016 | Литва    | 3:0  | —    | Товарищеский матч        |
| 4 | 1 июня 2016   | Чехия    | 1:2  | —    | Товарищеский матч        |
| 5 | 5 июня 2016   | Сербия   | 1:1  | —    | Товарищеский матч        |

Итого: 5 матчей; 2 победы, 1 ничья, 2 поражения.

## Достижения
Командные
- Победитель Первой лиги (2): 2006 (ФК «Кубань»; выход в премьер-лигу), 2022/23 (ФК «Рубин»; выход в премьер-лигу)
- Бронзовый призёр (полуфиналист) чемпионата Европы 2008 года

Личные
- Третье место среди игроков Первого дивизиона 2006 (по опросу футболистов)[источник не указан 622 дня]
- Лучший игрок ФК «Кубань» в чемпионате России 2007 (по оценкам «Спорт-Экспресс» — ср. 5,75)[источник не указан 622 дня]
- В списках 33 лучших футболистов чемпионата России: № 3 (2015/16)

## Личная жизнь
Женат с апреля 2010 года. Жена Кристина, сыновья Артём, Арсений и Александр. Вне футбола увлекается чтением и проведением времени с семьёй.